# Жердское сельское поселение
Жердское сельское поселение или муниципальное образование «Жердское» — упразднённое муниципальное образование со статусом сельского поселения в Мезенском муниципальном районе Архангельской области.
Соответствовало административно-территориальной единице в Мезенском районе — Жердскому сельсовету
Административный центр — село Жердь.
Законом Архангельской области от 26 апреля 2021 года № 411-25-ОЗ, с 1 июня 2021 года Жердское сельское поселение и Козьмогородское сельское поселение объединены в Зареченское сельское поселение с административным центром в деревне Козьмогородское.

## География
Жердское сельское поселение находится в центральной части Мезенского муниципального района, на берегах рек Мезень и Пёза. На севере граничит с Дорогорским сельским поселением.

## История
Муниципальное образование было образовано в 2006 году.

## Население
| 2005 | 2010 | 2011 | 2012 | 2013 | 2014 | 2015 |
| ---- | ---- | ---- | ---- | ---- | ---- | ---- |
| 485  | ↘187 | ↘186 | ↘179 | ↘159 | ↘149 | ↗150 |
| 2016 | 2017 | 2018 | 2019 | 2020 | 2021 |      |
| ↘141 | ↘127 | ↗130 | ↘120 | ↘109 | ↘105 |      |

## Состав сельского поселения
В состав сельского поселения входят населённые пункты:
| № | Населённый пункт | Тип населённого пункта       | Население |
| - | ---------------- | ---------------------------- | --------- |
| 1 | Жердь            | село, административный центр | ↗185      |
| 2 | Жукова           | деревня                      | →0        |
| 3 | Петрова          | деревня                      | ↗7        |
| 4 | Усть-Няфта       | деревня                      | →1        |
| 5 | Усть-Пёза        | деревня                      | ↘6        |

## Палеонтология
В Усть-Пёзе был обнаружен вид Macroleter poezicus — типовой для рода макролетер — вымершей среднепермской рептилии из семейства Nycteroleteridae подкласса анапсид.